# Kim Ry Andersen
Kim Ry Andersen (* 15. Februar 1946 in Kopenhagen; † 25. Dezember 2024 in Bonn) war ein dänischer Musikmanager und Politiker. Von 1994 bis 2012 war er Geschäftsführer und stellvertretender Intendant der Dresdner Musikfestspiele.

## Familie
Kim Ry Andersen wuchs in Kopenhagen, Århus und San Francisco auf. Er war das einzige Kind von Monna Ry Andersen, Konzert- und Opernsängerin, erste Rundfunk- und Fernsehsängerin in Dänemark, und Sigurd Ry Andersen, Direktor der Pathologischen und Ophthalmologischen Abteilung am Rigshospitalet (Reichskrankenhaus Kopenhagen).
Die Familie stammte aus Århus in Dänemark, wo Andersen im Dom zu Aarhus getauft wurde und sein Großvater väterlicherseits, Christian Dithlev Andreas Andersen, als Bankdirektor die Århus Privatbank, erste Privatbank in Dänemark, gründete und Vorsitzender des Vorstandes der Jütland Telefon Companies war. Er stiftete als enger Freund des Königs von Dänemark, in siebter Linie vom dänisch-schleswig holsteinischen Königshaus abstammend, die Reiterstatue von König Christian X. auf dem Domplatz von Århus. Der Großvater mütterlicherseits, Johan Hjalmar Sjoréen, schuf in Århus das erste Kaufhaus in Dänemark, zusätzlich baute er aus dem Nichts – als Findel- beziehungsweise Waisenkind – eine große, eigene Werft für Hochsee-Schiffs- und Industrieanstriche in Århus auf. Die Vorfahren kamen aus Schweden und Schleswig-Holstein, einst alter dänischer Adel, der Herrenhäuser, wie Eskjær hovedgård, Herningsholm, Gammel Estrup und Schloss Voergaard, dass im 14. Jahrhundert dem Vorfahr Anders Pedersen, im 16. Jahrhundert Ritter Jakob Andersen gehörte und später von der Familie, Herzog Poul Einar Rützebeck, zurückgekauft wurde. Der Bruder des Vaters von Kim Ry Andersen, war der in Dänemark als Künstler und Architekt bekannte Thorkil Ry Andersen.
Ab 1993 war Ry Andersen mit der Sopranistin, Betriebs- und Operndirektorin  Dr. Valerie Ry Andersen (geborene Hennecke) verheiratet. Zuvor war er von 1976 bis 1982 mit der Tänzerin und Choreographin Anne Marie Vessel Schlüter verheiratet, von der er wieder geschieden wurde.

## Ausbildung
Kim Ry Andersen erhielt, neben Fechten und Reiten, als Kind eine musikalische Ausbildung in Gesang und Klavier bei seiner Mutter, die auch Gesangspädagogin und Pianistin war. Mit zwölf Jahren trat er mit ihr als Page in der Oper Figaros Hochzeit im Schlosstheater Drottningholm in Schweden auf und sang 1965 beim Festival junger Künstler Bayreuth. Die Konzert- und Opern-Engagements seiner Mutter führten ihn nach Rom, Paris, Madrid und in das zerstörte Deutschland.
Von 1952 bis 1957 besuchte er die Classenske Legatskole Kopenhagen. Im Mai 1957 wanderte er mit seiner Familie in die USA aus, weil sein Vater ein Grand legacy Forschungsstipendium der Lederle Laboratories New York erhielt, eines zu der Zeit weltweit größten Pharma-Unternehmens, das dessen Weiterbildung in der Augenpathologie förderte und eine Zukunft in der wissenschaftlichen Forschung in Aussicht stellte. Es war beabsichtigt, dass die Familie in Kalifornien blieb. In San Francisco war Kim Ry Andersen von 1957 bis 1958 Schüler der bekannten Marina Junior High School, wo er täglich im Schulfach in Violine unterrichtet wurde und seine Mutter bei Opern- und Konzertauftritten – auch an der Opera San Francisco – begleitete.
1958 ging er zurück nach Dänemark. Sein Vater erhielt von der Fakultät für Gesundheit- und Medizin der Universität Kopenhagen das Angebot, ein Forschungslabor für Augenpathologie einzurichten und als Direktor zu leiten; seine Mutter hatte Engagements als Sopranistin am Königlichen Theater Kopenhagen. Kim Ry Andersen besuchte von 1958 bis 1964 das Skt. Joergens Gymnasium Kopenhagen, das er als Schulbester mit Abitur mit Großem Latinum sowie den Sprachen und Englisch, Deutsch, Französisch, Schwedisch, Norwegisch abschloss. Gleichzeitig studierte er das Opernfach Bariton bei dem Gesangslehrer Eskil Rask Nielsen am Königlichen Musikkonservatorium Kopenhagen.
Anschließend studierte er, dem Wunsch seines Vaters folgend, ab 1964 zunächst Allgemeinmedizin an der Fakultät für Gesundheit- und Medizin der Universität Kopenhagen und bestand das Physikum mit bester Benotung. 1965 entschied er sich zum Studium der Rechtswissenschaften mit Betriebswirtschaft an der Universität Kopenhagen, war Referendar in der Anwaltskanzlei Bang Bendz, spezialisierte sich auf Urheberrechte, insbesondere Kultur- und Medienrechte, und schloss das Studium 1970 mit dem höchsten Juristischen Staatsexamen und Prädikat als Jurist und Betriebswirt ab, was ihn zum höheren Dienst befähigte.

## Arbeit in dänischen Ministerien
1970 erhielt der damals 24-Jährige einen Ruf an das Dänische Justizministerium als Referent unter Knud Thestrup. Nach einem halben Jahr in der Abteilung Gefängniswesen wurde er ins Dänische Kultusministerium empfohlen.
Von Dezember 1970 bis 1975 war er Regierungsrat und Oberregierungsrat der Abteilung für Museen und Bibliotheken im Dänischen Kultusministerium. In diesem Bereich war er zuständig für das Verfassen von Gesetzen und Gesetzesänderungen sowie die Zuteilung von Finanzen und Unterstützungen an die damals rund 270 Bibliotheken aller Kommunen Dänemarks und die über 100 staatlichen und staatlich geförderten Museen in Dänemark.
Zusätzlich war er Persönlicher Referent der dänischen Kultusminister Nathalie Lind und Niels Matthiasen. Letzterer entsandte ihn nach der Wiederwahl als Abgeordneter in Vertretung des Kultusministeriums – mit unbegrenztem Rückkehrrecht – an das Königlichen Theater Kopenhagen.

## Kultur und Theater
Von 1975 bis 1990 war Andersen geschäftsführender Theater- bzw. Generalsekretär und Persönlicher Referent des Generalintendanten, Stellvertretender Intendant am Königlichen Theater Kopenhagen und zugleich Ökonomiedirektor, Jurist und Personalchef. Er arbeitete dort zuerst mit dem Intendanten Henning Rohde, später mit den Intendanten Henrik Bering-Liisberg und Boel Jørgensen zusammen.
Andersen brachte das Königliche Theater aus einer schweren Finanzkrise in ein goldenes Zeitalter. Er engagierte gezielt in Europa bekannt werdende junge, bedeutende Künstler, die später Weltruhm erreichen. Im Konzertbereich holte er beispielsweise Pierre Boulez, Donald C. Runnicles, Woldemar Nelsson, Wolfgang Rennert, Peter Eötvös, Kurt Masur. Er vergab Komponistenaufträge, wie an Sir Peter Maxwell Davies und kooperierte mit neuen Komponisten, wie Michael Tippett. Im Musiktheaterbereich arbeitete er zusammen mit Götz Friedrich, nach dessen Flucht aus der DDR, und holte Harry Kupfer, der drei Auslandproduktionen ausschließlich nur in Kopenhagen machte (Parsifal, Fürst Igor, Boris Godunow). Er ermöglichte die ersten Auslandsgastspiele von Peter Schreier und Theo Adam aus der DDR. Auch holte er Kurt Horres, Hans Neugebauer, Nikolaus Lehnhoff. Im Schauspielbereich engagierte er Per Olov Enquist. Im Ballettbereich produzierte er neu mit Rudolf Nurejew, Birgit Cullberg, Glen Tedley, Paul Taylor, Murray Louis, Alvin Ailey, Flemming Ryberg, Bruce Marks, John Cranko, Robert North, Flemming Flindt und John Neumeier. Dazu reihen sich weiterhin namhafte Bühnenbildner, Sänger, Schauspieler und Tänzer ein, wie Frank Andersen, Peter Schaufuss, Ib Andersen, Anna Lærkesen, Jürgen Rose, Birgitte Price. Darunter auch der langjährige Freund Bjørn Wiinblad. Mit Henning Kronstam und Kirsten Ralov als Artistic Director, gründete er in Kopenhagen das erste Bournonville Festival, 1979.
Gleichfalls fand er innovative Produktionen, die am Königlichen Theater einen Erneuerungsprozess auslösten und das Haus international in den vordersten Rang der Weltkultur katapultierten. Die Welt will sehen, was in Kopenhagen passiert, fragt um Gastspiele/Kooperationen an. Das Königliche Ballett tanzt in der obersten Liga, auch für Grace Kelly in Monaco. Unter seiner Direktion wurde das Königliche Theater durch Rationalisierungen ohne künstlerische Einschränkungen über die finanziellen Auswirkungen der Wirtschaftskrise in Dänemark gebracht, erstmals international aufgestellt, was in die dänische Theatergeschichte einging,- durch große Neuproduktionen, Kooperationen und internationale Gastspiele. Mit dem königlichen Ballett, der königlichen Kapelle und dem Staatsschauspiel machte er über 174 Auslandstourneen in ganz Europa, 1986 auch in die DDR (Staatsoper Berlin und Dresdner Musikfestspiele) sowie nach Japan, China, Singapur und USA.
Zusätzlich war er von 1978 bis 1983 als Geschäftsführer und Künstlerischer Administrator der Königlichen Opernakademie Kopenhagen tätig und wurde 1984 bis 1992 zum Geschäftsführer des Dänischen Bühnenvereins und Geschäftsführer der Vereinigung der dänischen Intendanten ernannt.
An der Königlichen Opernakademie Kopenhagen führte er fünf jährliche Opernproduktionen des Akademietheaters ein und sorgte als erster für die Einbindung der Studenten ins Ensemble des Königlichen Theaters Kopenhagen. Er machte somit die ersten Bühnenverträge mit jungen Studenten, die später weltweit Karriere machten, wie Michael Schønwandt, Eva Johansson, Tina Kiberg, Stig Fo Andersen und Marianne Rørholm. Seitdem gehen aus der Opernakademie jährlich Sänger und Sängerinnen hervor, die an den ersten Opernhäusern Europas engagiert werden.
Der Geschäftsführer des Schweizerischen Bühnenverbands, Hannes Strasser, Verwaltungsdirektor des Opernhaus Zürich, empfahl ihn direkt nach dem Ende der DDR an das Opernhaus Halle (Saale) und der Staatskapelle Halle, wo er ab 1991 unter der Intendanz von Klaus Froboese Verwaltungsdirektor und stellvertretender Intendant wurde und gleichzeitig die gastspielenden Opernproduktionen der Händel-Festspiele Halle und täglichen Opernproduktionen im Goethe-Theater Bad Lauchstädt sowie das Händelfestspielorchester Halle geschäftsführend verwaltete, gegen dessen Stellenabbau und Zusammenlegung mit anderen Orchestern er sich vehement einsetzte.
Dort führte Andersen die Deutsche Mark ein, stabilisierte die Finanzen, modernisierte die Betriebsstrecken, organisierte neue Verkaufs- und Marketingstrukturen, förderte und erhielt den Bestand der künstlerischen Kräften aufrecht, sorgte sich um nationale Auftritte des Händelfespielorchesters und Kooperationen, um dem Betrieb wieder national eine Marke zu geben und rettete das Opernhaus kulturpolitisch mehrfach vor Schließungen. Er ermöglicht zahlreiche Opern- und Konzert-Gastspiele. Als für das Ballett kein Geld für Ballett-Dekorationen vorhanden war, engagiert er für die Ballettproduktion Dornröschen von Tschaikowsky den dänischen Künstler Björn Wiinblad und lässt in Kopenhagen unentgeltlich auf Seide gemalt herstellen: ein Hauptvorhang, 6 Prospekte, 42 Kostüme. Zusätzlich ermöglicht er Engagements von jungen, aufstrebenden Sängern, wie Axel Köhler, Clemens Bieber, Thomas Quasthoff, Martina Rüping, Ulrike Helzel und Dorothea Röschmann. Die Tänzerinnen Sabrina Sadowska und Inka Atassi ernannten ihn später als einen der ersten zum Kuratoriumsmitglied der von ihr gegründeten Stiftung TANZ – Transition Zentrum Deutschland.

### Dresdner Musikfestspiele
1993/94 folgte er dem Ruf als Verwaltungsdirektor und stellvertretender Intendant mit künstlerischen Befugnissen an die Dresdner Musikfestspiele, wo er geschäftsführend und stellvertretend Vollzeit ganzjährig tätig war.
Er übernahm die Musikfestspiele, die sich nicht nur durch Konzerte, sondern Bühnenaufführungen (Oper, Schauspiel, Ballett/Tanz) und OpenAir-Events (Semperoper, Staatsschauspiel, Frauenkirche, Kreuzkirche, Zwinger, Palais Großer Garten) auszeichneten, mit einem Defizit von 1,5 Millionen DM, das er bald abbaute, führte den Euro als Währung ein, suchte neue Verwaltungs- und Finanzierungsstrecken, und war geschäftsführend verantwortlich für die Abwicklung der Zuschüsse und Leitung der drei Wirtschaftsprüfungs-Gremien der Landeshauptstadt Dresden, des Sächsischen Staatsministerium für Wissenschaft und Kunst und – bis 2008 – des Bundesministerium des Innern in Zusammenhang mit der Kulturförderung Land und Bund. Er stabilisierte den Etat, fand erste Sponsoren, sorgte für Komponistenaufträge, wie für Siegfried Matthus und Wilfried Maria Danner, suchte weltweit Kooperationen mit Opernhäusern, Botschaften und internationalen Institutionen und engagierte für die über 2000 Eigenveranstaltungen alle großen Orchester und alle namhaften Dirigenten der Welt,- zuletzt die New Yorker Philharmoniker.
Daniele Gatti ermöglichte er den ersten Auftritt als Dirigent in Deutschland und die Dresden-Debüts von Claudio Abbado, Daniel Barenboim, Gustavo Dudamel, Christoph von Dohnányi, Christoph Eschenbach, Thomas Hengelbrock, Kristjan Järvi, Paavo Järvi, Lorin Maazel, Riccardo Muti, James Gaffigan, Valery Gergiev, Daniel Harding, Nikolaus Harnoncourt, Seiji Ozawa, Sir Antonio Pappano, Sir Simon Rattle, Leif Segerstam, Sir Georg Solti und anderen; dazu zum richtigen Zeitpunkt weltbekannte Instrumentalisten, wie Martha Argerich, Hélène Grimaud, Anne-Sophie Mutter, Gidon Kremer, Olivier Latry, Emmanuel Pahud, Murray Perahia, und Sänger, wie Cecilia Bartoli, Teresa Berganza, Edita Gruberová, Vesselina Kasarova, Anne Sofie von Otter, Anna Netrebko, Thomas Hampson, Ian Bostridge, Jonas Kaufmann, Andreas Scholl, sowie auch Paco Peña, Chick Corea, Bobby McFerrin, Ute Lemper, Ibrahim Ferrer mit dem Buena Vista Social Club, auch Produktionen mit Günter Grass, Donna Leon, John Malkovich.
Er initiierte die Dresdner Intendantenkonferenz, gründete die erste Klassik-Tickett-Verkaufzentrale im Dresdner Kulturpalast, initiierte die ersten Opern- und Konzertaufführungen im Zwinger, die ersten Konzertaufführungen in der Frauenkirche Dresden (Unterkirche), den Gesangswettbewerb Competitione di Opera zusammen mit Franz Müller-Heuser, mit Nicolas Hayek den ersten Glashütte Original MusikFestspielPreis (SAECULUM), die Wagner-Festspiel-Hör-Wiese am Richard Wagner-Museum in Graupa, die Silbermann-Orgel-Reisen in Sachsen, das regionale und internationale Marketing der Dresdner Musikfestspiele, und war mit der Händel Oper Serse, der erste Initiator für die weltweit erste Einstellung einer Oper ins Internet, zudem als PAY-TV. Er arbeitete künstlerisch und geschäftsführend zusammen mit den Intendanten Michael Hampe, Hartmut Haenchen, Jan Vogler.
Andersen trug wesentlich dazu bei, dass sich die Dresdner Musikfestspiele trotz drastischen Sparmaßnahmen zum bedeutendsten Klassik-Festival in den Neuen Bundesländern und zum zweitbedeutendsten in Deutschland etablierte. Seine Ideen in Manufakturen zu spielen und der Glashütte Original MusikFestspielPreis wurde nach seinem Ausscheiden fortgesetzt. Kim Ry Andersen ging 2012 in den Ruhestand, nachdem er einen deutschlandweiten bisher nicht wieder erreichten Einnahmerekord erzielt hatte, der nachträglich einen Tourismuspreis für die Dresdner Musikfestspiele bewirkte.
Als Vorstandsvorsitzender des Heinrich-Schütz-Konservatoriums e. V. forderte Kim Ry Andersen in einem ersten Konzept eine neue Schulstruktur und brachte durch etliche Gespräche mit politischen Verantwortlichen den Gedanken der Rückführung des Konservatoriums in die Trägerschaft der Landeshauptstadt Dresdens erfolgreich auf den Weg zum Beschluss in den Dresdner Stadtrat. Diese neue Schulkonzeption wurde schließlich vom Heinrich-Schütz-Konservatoriums Mitwirkung des Amtes für Kultur und Denkmalschutz der Landeshauptstadt Dresden erarbeitet, vom Trägerverein beschlossen und wurde zum 1. Januar 2018 durchgeführt.

## Weitere Ämter
- 2014: Juristischer Berater in Bühnen-Angelegenheiten für die Landeshauptstadt Dresden
- 2006: Juristischer Berater für die Landeshauptstadt Dresden (800 Jahre Stadtfest Dresden)
- 1990–1992: Berater in juristischen Angelegenheiten Königliche Theater Kopenhagen und Königliche Kapel
- 1990–1992: Spezialist für Kulturmanagement Kopenhagen MERCURI-URVAL Management – Company
- 1984–1992: Juristischer und Künstlerischer Berater im Verband Dänischer Theaterintendanten

Ehrenämter
- 2012–2014: Vorstandsvorsitzender des Heinrich-Schütz-Konservatoriums Dresden (5900 Schüler/2012; 6000/2013; 6100/2014)[37]
- Seit 2008: Kuratoriumsmitglied der Stiftung TANZ – TRANSITION Zentrum Deutschland[38] unter dem Vorstand von John Neumeier, Chefchoreograf des Hamburg Ballett und Ballettintendant Hamburger Staatsoper
- Seit 1971: Mitglied der Gesellschaft der Freunde von Bayreuth
- 1970–1990: Mitglied mehrerer ministerieller Ausschüsse in Dänemark

## Veröffentlichungen
- Gutachten über die Revision der Museumsgesetze. (Betaenking NR. 727 afgivet af Udvalget Vedr rende Revision Af Museumslovene) Ed: Statens Trykningskontor, Kopenhagen 1975, ISBN 87-503-1672-9. (Betaenking PDF)
- Voruntersuchung der technischen und verwaltungsmäßigen Funktion des Königlichen Theaters - Das Königliche Theater, Rationalisierungsmöglichkeiten. („Indledende undersøgelse af de tekniske og administrative Funktion på Det Kongelige Teater. Det Kongelige Teater, rationalisering muligheder“) Direktoratet for statens indkb Ed: Det danske kulturministerium, Kopenhagen 1977.
- Das Königliche Theater. Eine Zukunft als das Theater des ganzen Landes. („Det Kgl. Teater: En Fremtid Som Hele Landets Teater“) Staatlicher Sonderdruck, Ed: Det danske kulturministerium (Direktoratet for statens indkb), Kopenhagen 1979, ISBN 87-503-2945-6.(Det Kgl. Teater PDF)
- Das Königliche Theater. Personalhandbuch – Richtlinien zur Vertragsgrundlage und Organisationen. („Det Kongelige Teater. Personale Manual – Retningslinjer for aftalen og organisationer“) Sonderdruck Reprint, redigeret af Royal Theatre Copenhagen, Kopenhagen 1991.
- Die urheberrechtliche Position des Bühnenregisseurs in Dänemark. („Sceneinstruktørens ophavsretlige stilling Advokater“) Reihe Juristen: Saertyk Ed: Danmarks Juristforbund, genoptryk, redigeret af dansk Bar Association, Kopenhagen 1970, S. 288–293.
- Christiane Zentgraf (Hrsg.): Musiktheater in bürgernahen Demokratien – am Beispiel Dänemark. In: Zur Lage der Musiktheater in Europa. Thurnauer Schriften zum Musiktheater Band 4, Forschungsinstitut für Musiktheater Universität Bayreuth, Thurnau 1979, S. 44–47.[39]
- Abenteuer Deutschland / Kultur-Berufsvoraussetzungen. Goethe-Institut Kopenhagen, 2003.